# Masha och björnen
Masha och björnen (ryska: Маша и Медведь, Masja i Medved) är en rysk serie animerade kortfilmer skapade av Oleg Kuzovkov och producerade av Animaccord Animation Studio i Moskva. Serien visades för första gången i Sverige på barnkanalen den 11 januari 2013. Persongalleriet är löst baserat på en rysk folksaga. Serien handlar om en liten flicka som heter Masha och bor i ett hus tillsammans med en björn som försöker rädda henne från olika missöden. Serien har översatts till fler än 50 språk.
Den första filmen, i vilken Masha och björnen träffas, släpptes 7 januari 2009. Många avsnitt har visats flitigt på Youtube, framför allt hade ett avsnitt där Masha råkar koka alldeles för mycket gröt i mars 2017 setts strax under två miljarder gånger på Youtube, detta gör det till det femte mest sedda klippet på webbplatsen genom tiderna och det enda klippet med över en miljard visningar som inte är en musikvideo. Våren 2021 hade fyra säsonger släppts och en femte var under produktion av vilka de första tre finns dubbade till svenska.
I Sverige har serien visats på SVT Barn, Boomerang, Toonix och Netflix. De första tjugo avsnitten av den första säsongen har även getts ut på DVD av Nordisk Film.

## Figurer
- Masha - en energifylld liten flicka som ofta ställer till med bus. Röstas i originalversionen av Alina Kukusjkina och från och med avsnitt 53 av Varvara Sarantseva. Hennes svenska röst gjordes av Maia Palm i säsong 1 och görs av Meleah Myhrberg sedan säsong 2.
- Björnen - en lugn björn som Masha ofta besöker. Björnen pratar inte men han ger ifrån sej små ljud som görs av Boris Kutnevitj.

### Ofta återkommande karaktärer

#### Skogsinvånare
- Grisen (Rosa) — bor hos Masha. Mashas favoritdjur som hon ofta leker med. Älskar att sola och att lyssna på musik.
- Geten — bor hos Masha. Äter vad som helst.
- Hunden — bor i en hundkoja bredvid Mashas hus. Vaktar hennes hus. Gillar att gnaga på ben.
- Björninnan — bor i skogen bredvid. Björnens intellektuella i godhjärtade flickkompis han är förälskad i.
- Vargarna — bor i skogen i en ambulans av modell «UAZ-452». Råkar ofta ut för Mashas spratt och uppvisar viss medicinsk kunskap. Dom är alltid hungriga, så dom drömmer ofta om att få äta upp all Björnens mat som han har i sitt kylskåp. Dom försöker ibland även äta flugor och fjärilar som dom själva fångat.
- Kaninen — Mashas och Björnens vän. Gillar att spela ishockey med Masha och stjäl ofta morötter från Björnens trädgård.
- Ekorrar — bor i skogen. Råkar ofta ut för Mashas spratt som dom besvarar med att kasta ekollon, kottar eller andra föremål.
- Igelkottar — gör inte så mycket. Gillar att äta äpplen och svampar.
- Grodor — bor i sjön där Björnen ofta går och fiskar.
- Svartbjörn — Björnens fiende. Beslutsam, fysiskt stark och riktigt macho. Gillar att träna upp sina muskler. Han visar det ogärna men egentligen är han väldigt feg. Han är också kär i Björninnan.

#### Gäster
- Panda — björnens brorson och Mashas vän som hon ofta bråkar med. Bor i Kina, men besöker Björnen ibland.
- Tigern — gammal vän till Björnen från cirkusen.
- Pingvinen — Björnens adoptivson. Kläcktes ur ett ägg och bodde sen ett tag med Björnen. Ett tag senare flög han hem med ett flygplan till Antarktis.
- Dasha — Mashas syster[a]. En introvert flicka, lugn och prydlig, ibland retlig. Mashas motsats. Liknar Masha till utseendet, skiljer sej bara till hennes gråa hår, som sitter uppsatta i två hästsvansar, hennes mörkblåa ögon, och det att Dasha bär glasögon.

## Lista över avsnitt

### Säsonger
| Säsong | Antal avsnitt | Premiär i Ryssland | Premiär i Sverige |
| ------ | ------------- | ------------------ | ----------------- |
| 1      | 26            | 7 januari 2009     | 11 januari 2013   |
| 2      | 26            | 1 oktober 2012     | 23 augusti 2016   |
| 3      | 26            | 28 november 2015   |                   |
| 4      | 13            | 31 maj 2019        |                   |
| 5      | pågår         | 27 augusti 2020    |                   |